# Ніколас Піледжі
Ніколас Піледжі (22 лютого 1933 Нью-Йорк, США) — італо-американський письменник та сценарист. Найбільш відомий як автор книги Вайсгай та Казино, на основі яких були написані сценарії до фільмів Славетні хлопці та Казино. Обидва сценарії екранізував Мартін Скорсезе. Піледжі також написав сценарій до фільму Мерія 1996 року. Свій трудовий шлях він починав як журналіст. Особливо захоплювався темою організованої злочинності, зокрема мафії. Це й проявилось у написанні книг Вайсгай та Казино. У 2007 році Піледжі продюсував ще один фільм про злочинність у США — Гангстер Рідлі Скотта.